# Apagomerina subtilis
Apagomerina subtilis är en skalbaggsart som beskrevs av Martins och Maria Helena M. Galileo 1996. Apagomerina subtilis ingår i släktet Apagomerina och familjen långhorningar. Inga underarter finns listade i Catalogue of Life.